# Mallotus barbatus
Mallotus barbatus är en törelväxtart som beskrevs av Johannes Müller Argoviensis. Mallotus barbatus ingår i släktet Mallotus och familjen törelväxter. Inga underarter finns listade i Catalogue of Life.